# Ponte di San Michele (Gand)
Il Ponte di San Michele (in nederlandese Sint-Michielsbrug) è un ponte ad arco in pietra che si trova nel centro della città belga di Gand e attraversa il fiume Lys, nel lato sud di Graslei e Korenlei.
Il ponte è stato costruito tra il 1905 e il 1909 su progetto dell'architetto Louis Cloquet ed è l'unico luogo da cui si possono ammirare le tre torri di Gand (quella della Chiesa di San Nicola, quella della cattedrale di San Bavone e il Beffroi) e del Castello dei conti di Fiandra.
Il ponte è un monumento protetto dal 1983.